# Krenner Miklós
Krenner Miklós, írói álnevei: Spectator, Szürke barát, Sétáló úr (Garamberzence, ma Szlovákia, 1875. július 18. – Budapest, 1968. augusztus 11.) erdélyi magyar közíró.

## Életpályája
A kolozsvári egyetem bölcsészeti karán szerzett tanári képesítést és doktorátust. Pedagógiai pályáját Déván kezdte (1900-1905), a Hunyadmegyei Történelmi és Régészeti Társulat titkára, egy ideig a Hunyadvármegye c. lap szerkesztője, az Erdélyi Múzeum munkatársa, majd Aradon tanár; itt a Jövő című, nyugatos irányzatú irodalmi folyóirat munkatársa. Az I. világháború alatt népfölkelő százados.
1919-ben Szegedre nevezték ki tankerületi főigazgatónak, innen visszatért Aradra, s a római katolikus főgimnázium tanára lett (1919-25). Ezekben az években mint főmunkatárs irányította a helybeli Rendkívüli Újságot és belső munkatársként működött az Erdélyi Hírlapnál, rendszeresen közölt a kolozsvári Ellenzékben és a Magyar Kisebbségben. Részt vett Keleti Sándor Kék könyv (1925) c. antológiájának szerkesztésében.
Maradi és haladó irodalom? c. értekezése "az egyszerű és természetes szép" szolgálatában jelöli meg ars poeticáját, egy másik írása pedig már a címében is vallja: Van erdélyi irodalom (1926). Teljesen az írásnak szentelve további életét, az Ellenzék, Magyar Kisebbség mellett 1928-tól az Erdélyi Helikon hasábjain jelentette meg esszéit és értekezéseit. Az aradi Újságírói Klub és Kölcsey Egyesület elnöke, az Erdélyi Irodalmi Társaság (EIT) és Kemény Zsigmond Társaság (KZST) tagja, az Erdélyi és Bánsági Népkisebbségi Újságíró Szervezet elnöke. 1930-ban Kolozsvárra költözött, és az Ellenzék főmunkatársa lett.
Közírása mindenkor liberális-demokrata szellemiségű. Elítélte s "a nagy erdélyi bűn"-nek nevezte a magyar értelmiségi réteg kivándorlását. Az Országos Magyar Párt (OMP) széles népi alapokra helyezését és a munkásság bevonását sürgető Reform-csoport szónokaként olyan elveket hirdetett, melyek "földi dolgok, de égi illatuk van"; Verjünk hidat c. írásában a román-magyar közeledésnek tört utat a jogegyenlőség alapján (1932). A kisebbségi sérelmeket feltáró harcos cikkei miatt "sajtóvétség" ürügyén ötvenszer állt bíróság előtt. "Alapos történelmi és politikai ismeretei és – ihletett óráiban – elragadtatott tollvezetése a legmeggyőzőbb erdélyi politikai íróvá teszik" – így jellemezte publicisztikáját Osvát Kálmán lexikonja.
Írásaiból kiemelkedik tanáráról, Márki Sándorról írt tanulmánya az Ellenzékben (1923), A kisebbségi ildom c. írása az Újságíró Almanachban (1927), Arad c. irodalmi városismertetése (1930) és Kazinczy-portréja (1931) az Erdélyi Helikonban. Kapcsolatát Kuncz Aladárral Másvilági érdek c. alatt az Erdélyi Helikon Kuncz-emlékszámában (1931) írta meg.
1943-ban nyugdíjasként Budapestre költözött. A II. világháború idején a budapesti Magyar Nemzetben megjelenő cikkeivel képviselte a transzilvanizmus liberális-humánus szellemi hagyatékát. Aláírta a Magyar Történelmi Emlékbizottság háborúellenes felhívását (1942), előszóval látta el a neve alatt megjelenő 48-as Erdély c. kolozsvári zsebkönyvet (1943). A magyar kormány megbízásából ő hozta Magyarországra Petőfi kardját az aradi múzeumból (1948). Visszaemlékezéseiben Ruffy Péter így ír róla: "Független volt cselekedeteiben, tetteiben, híres cikkeiben, amelyek csak egyet, csak a nép javát szolgálták." Innen értesülünk Naplójáról is, amelyben "Spectator" megírta saját korát és neves kortársait.

## Kötetei
- A nemzeti királyság eszméjének kialakulása (Arad, 1900);
- Macaulay (Arad, 1908);
- Néhány szó a Tanácsköztársaságról (Budapest, 1919);
- Petőfi Sándor (Arad, 1922);
- Arad (városkép, Budapest, 1937).

## Emlékezete
Sírja Budapesten a Farkasréti temetőben található. 1992-ben az Erdélyi Magyar Közművelődési Egyesület díjat alapított erdélyi magyar újságírók munkájának elismerésére, melynek elnevezése Spectator-díj lett, Krenner emlékének megőrzésére.